# Valijon Rahimov
Valijon Rahimov (Urgench, 16 de febrero de 1995) es un futbolista uzbeko que juega en la demarcación de portero para el OKMK FK de la Super Liga de Uzbekistán.

## Selección nacional
Hizo su debut con la selección de fútbol de Uzbekistán el 9 de octubre de 2021 en un encuentro amistoso contra Malasia que finalizó con un resultado de 5-1 a favor del combinado uzbeko tras el gol de Baddrol Bakhtiar para Malasia, y de Azizbek Amonov, otro de Khusayin Norchaev, y un doblete de Dostonbek Khamdamov para Uzbekistán.

## Clubes
| Club            | País       | Año   | Partidos | Goles |
| --------------- | ---------- | ----- | -------- | ----- |
| Lokomotiv BFK   | Uzbekistán | 2017  |          |       |
| Sultanorhanspor | Turquía    | 2018  |          |       |
| 1920 Maraşspor  | Turquía    | 2018  | 6        | 0     |
| Çayırovaspor    | Turquía    | 2019  | 5        | 0     |
| OKMK FK         | Uzbekistán | 2020- | 65       | 0     |